# Tomáš Podivínský
Tomáš Podivínský, né le 21 novembre 1969 à Vyškov, est un diplomate et homme politique tchèque, membre de l'Union chrétienne démocrate – Parti populaire tchécoslovaque (KDU-ČSL).